# Sumpf-Täubling
Der Sumpf-Täubling (Russula helodes) ist ein Pilz aus der Familie der Täublingsverwandten. Es ist ein sehr seltener und europaweit geschützter, rothütiger Täubling mit creme- bis ockerfarbenen Lamellen. Man findet ihn in Mooren und Moorwäldern in Torfmoospolstern.

## Merkmale

### Makroskopische Merkmale
Der Hut ist 7–13 cm breit, schnell niedergedrückt und der Rand wellig oder gekerbt. Er ist lebhaft blutrot oder rosarot gefärbt. In der Mitte ist er oft intensiver gefärbt, manchmal verblasst er auch rosa oder cremefarben. Die Huthaut ist bei Feuchtigkeit stark schmierig und fast glasig glänzend, bei Trockenheit aber matt und fühlt sich fast samtig an. Sie ist kaum abziehbar, nur bis zu etwa 1/4 des Radius. 
Die Lamellen sind erst schmutzig weiß bis cremefarben, dann creme- bis blass ockerfarben. Sie haben einen scharfen Geschmack. Sie sind schmal fast herablaufend, zum Hutrand hin mit mehreren Zwischenlamellen oder weniger stark gegabelt. Auf Druck oder Quetschung neigen sie zum Bräunen. Das Sporenpulver ist cremefarben.
Der Stiel ist 6–12 cm lang und 2–3 cm breit. Er ist in der Mitte verdickt und an der Basis verschmälert. Die Oberfläche ist netzig, runzelig und bereift. Er ist weißlich und leicht rosa überhaucht. Im Alter neigt er stark zum Grauen, bei Verletzungen mehr oder weniger stark zum Bräunen.
Das Fleisch ist weiß und unter der Huthaut mehr oder weniger rötlich, im Alter ist es zunehmend grau, besonders im Stiel. Es schmeckt ziemlich scharf und riecht schwach. Überständige Exemplare können auch unangenehm riechen. Die Guajakreaktion ist langsam und schwach positiv.

### Mikroskopische Merkmale
Die kurz ellipsoiden Sporen sind 9–10 (11) µm lang und 7–8,5 µm breit und fast vollständig netzig verbunden. Wobei die Warzen teilweise zu Graten verbunden sind, teilweise aber über feine Netzlinien miteinander in Verbindung stehen. 
Die Zystiden auf der Lamellenschneide sind zahlreich und nicht appendikuliert. Auch auf der Lamellenfläche sind die Zystiden sehr zahlreich. Sie sind ungewöhnlich schlank, 6-8-(10) µm breit, 60–100 µm lang, langkeulig, an der Basis verschmälert, an der Spitze stumpf, nicht appendikuliert und wenig hervorspringend.
Die keulenförmigen Basidien sind 40–50 µm lang und 8–10 (12) µm breit und haben vier 5–6 µm lange Sterigmen. 
Die Pileozystiden in der Huthaut sind schlank (4–6 µm) und meist recht kurz (40–60 (80) µm). Sie sind keulig bis zylindrisch, oft mehr oder weniger gebogen und unseptiert. Ihr körniger Inhalt färbt sich in Sulfovanillin hellgrau.
Die Hyphen der Hutdeckschicht mehr sind oder weniger zylindrisch oder leicht geschlängelt und 2–5 µm breit.
Auch in der Epidermis des Stiels findet man zahlreich Zystiden (Caulozystiden), die robuster und häufiger als die in der Huthaut sind. Im Hypoderm (unterste Schicht der Huthaut) findet man zahlreiche Laticiferen.

## Artabgrenzung
Eine ganze Reihe von scharf-schmeckenden und rothütigen Täublingen können mit dem Sumpf-Täubling verwechselt werden.
- Die rothütigen Speitäublinge aus der Untersektion Emeticinae unterscheiden sich durch ihre weißen Lamellen und ihr rein weißes Sporenpulver. Außerdem schmecken sie brennend scharf.
- Der Schwachfleckende Täubling Russula persicina hat fast isolierte Sporen und gilbt deutlich, wenn er berührt oder verletzt wird. Außerdem kommt er in der Regel in Laubwäldern vor.
- Der Blut-Täubling Russula sanguinea ist mitunter sehr ähnlich. Sein Hut entfärbt im Alter stärker und er bevorzugt trocknere Standorte. Auch haben seine Sporen mehr isoliert stehende Warzen.
- Der Flammenstiel-Täubling Russula rhodopus hat einen schmierigen, fast lackartig glänzenden Hut und kleinere Sporen. Außerdem lässt sich seine Huthaut recht gut abziehen.

## Ökologie
Wie alle Täublinge ist der Sumpf-Täubling ein Mykorrhizapilz, der mit verschiedenen Nadelbäumen eine Symbiose eingehen kann. Seine bevorzugten Symbiosepartner sind Fichten und Kiefern.
Man findet den Täubling in dichten Torfmoospolstern in Torfmooren, vermoorten Moorkiefern- und Moor-Fichtenwäldern. Der Täubling kommt auf nassen, sauren und extrem basen-, nährstoff- und stickstoffarmen Moor- oder stark wasserdurchtränkten Tonböden vor.
Die Fruchtkörper erscheinen von Ende Juli bis Anfang November, vorzugsweise im September.

## Verbreitung

Europäische Länder mit Fundnachweisen des Sumpf-Täublings.
Legende:
Länder mit Fundmeldungen
Länder ohne Nachweise
keine Daten
außereuropäische Länder

Der Sumpf-Täubling wird in Nordamerika (USA) und in Europa gefunden. 
In Deutschland kommt der seltene Täubling fast ausschließlich in den Mooren des ostbayerischen Mittelgebirgszuges (Frankenwald, Fichtelgebirge, Oberpfälzer Wald und Bayerischer Wald), dem Alpenvorland, dem Schwarzwald und in der Eifel vor. Ansonsten sind nur noch vereinzelte Fundstellen bekannt. Der Sumpf-Täubling wird auf der deutschen Roten Liste in der Gefährdungskategorie 1 (vom Aussterben bedroht) geführt.

## Systematik

### Infragenerische Systematik
Innerhalb der Sektion Firmae wird der Sumpf-Täubling in die Untersektion Sanguinae (nach Bon) gestellt. Diese Untersektion vereinigt scharf schmeckende Täublinge mit rot bis violett gefärbten Hüten und creme- bis ockerfarbenen Sporenpulver.

## Bedeutung
Der Sumpf-Täubling wird aufgrund seines scharfen Geschmacks als nicht essbar eingestuft.